# 平野舞
平野 舞（ひらの まい、1984年11月12日 - ）は、日本の女優。新潟県出身。身長161cm血液型はＯ型。所属事務所は株式会社アンカット。
趣味・特技はバスケットボール。

## 略歴
高校生3年の秋に俳優養成所合格し、本格的に女優活動を開始する。
その後フリーでも活動していた期間に、舞台に多数出演。
現事務所には、成島出監督が参加するオーディション合格にて所属。

## 出演

### 映画
- コンプレックス・ラバーズ（2011年1月21日） - 主演・土浦香澄 役
- くそガキの告白（2012年6月30日） - 劇中劇ヒロイン 役
- 薔薇色のブー子（2014年5月30日） - 高島屋デパートガール 役
- 鬼灯さん家のアネキ（2014年9月6日） - 里美 役
- コスメティック・ウォーズ（2017年3月11日） - 会社員 役
- 検察側の罪人（2018年8月24日）
- 累 -かさね-（2018年9月7日） - サロメ舞台スタッフ 役
- 先生！、、、好きになってもいいですか？（2018年10月28日） - レギュラー先生 役
- シン・仮面ライダー（2023年3月18日、東映）

### テレビドラマ
- HONEY TRAP（2013年、フジテレビ） - OL 役
- ミス・パイロット（2013年、フジテレビ）
- 5→9 ～私に恋したお坊さん～ 第7話（2015年11月23日、フジテレビ） - 店員 役
- 世にも奇妙な物語（2015年、フジテレビ） - 女子大生 役
- ウルトラシリーズ（テレビ東京）※ノンクレジット
  - ウルトラマンオーブ 第11・23話（2016年9月17日・12月10日）ウエイトレス、母親 役
  - ウルトラマンジード 第17話（2017年10月28日）
  - ウルトラマンR/B 第16話（2018年10月20日） - 記者 役
  - ウルトラマンオメガ 第1話（2025年7月5日） - ミユの母 役
- 楽園 第6話（2017年2月12日、WOWOW） - 記者 役
- 孤食ロボット 第1話（2017年6月20日、日本テレビ） - お客様 役
- アキラとあきら 最終話（2017年9月3日、WOWOW） - 母親 役
- ブラックリベンジ 第4話（2017年10月26日、日本テレビ） - 通行人B 役
- 土曜ワイド劇場「深層捜査」（2017年、テレビ朝日） - カフェ店員役
- 特命刑事 カクホの女 第1話（2018年1月19日、テレビ東京） - 事務員 役
- 下町ロケット（2018年、TBS） - 受付社員 小林奈緒 役
- dele（2018年、フジテレビ） - 弁護士社員 役
- 家政夫のミタゾノ 第3シリーズ第2話（2019年4月26日、テレビ朝日） - 鳥羽の妻 役
- 半沢直樹II・エピソードゼロ〜狙われた半沢直樹のパスワード〜（2020年1月3日、TBS） - スパイラル受付嬢 役
- 和田家の男たち 第7話（2021年12月3日） - 受付 役
- 孤独のグルメ Season9 第3話（2021年7月24日、テレビ東京） - 女性客（2） 役
- イチケイのカラス 第10話（2021年6月7日、フジテレビ） - 受付社員 役
- ラストマン-全盲の捜査官- 第6話（2023年5月28日、TBS） - 菊知彩乃 役
- 湊かなえ「落日」 最終話（2023年10月1日、WOWOW） - 美容師 役

### Webドラマ
- 港区おじさん ウインター・ラブ編 ～天空のバレンタイン～ 第97話（2020年6月7日、東京カレンダーアプリ・YouTube） - 記者 役

### テレビ番組
2011年
- TBS『激撮！密着警察24時！』

2013年
- CX『ナゼこうなった！？アノ人たちの進化論』

2016年
- TX『なんで、こんな人生に？～笑いと涙の家族劇場～』看護師役
- CX『神センス塩センス』芸能人役
- EX『 7時に会いましょう』劇団員役
- EX『ロンドンハーツ』女芸人役
- EX『女神のマルシェ』商品イメージモデル

2017年
- TBS『ビビット』イメージ再現
- TBS『ジョブチューン』イメージ再現
- TBS『有田哲平の夢なら醒めないで』有名芸能人女友達役
- TBS『中居正広の金曜日のスマイルたちへ』母親役
- TBS『結婚したら人生劇変！◯◯の妻たち』カフェ店員役
- TBS『10人のコワイ女「福田和子事件」』安田純子役
- CX『今夜はナゾトレ』木路佐レイコ役
- TBS『結婚したら人生劇変！◯◯の妻たち』母親友人役

2018年
- NTV『ZIP！ HATENAVI』イメージ再現
- CX『金曜プレミアム・緊急捜査！トラブルSOS』妻たかこ役
- NHKBS『偉人たちの健康診断』イメージ再現
- TBS『この差って何ですか？』イメージ再現
- 日テレ『人生が変わる1分間の深イイ話』看護師役
- 日テレ『答えがわかるとゾッとするクイズ』妻役
- NTV『ぐるナイ』あばれる君母親役
- TBS『名医のTHE太鼓判』イメージ再現
- NTV『ぐるナイ』再現  綾瀬はるか母親役
- TBS『この差って何ですか？』お客様役
- TBS『なかい君の学スイッチ』イメージ再現

2019年
- TBS『壮絶人生ドキュメント プロ野球選手の妻たち』松永かおり役
- MBS『教えてもらう前と後』イメージ再現
- NTV『ザ！世界仰天ニュース「ある宗教2世の悩み」』図書館の先生役

### TVCM
2011年
- 『い・ろ・は・す「い・ろ・は・す No.1」篇』

2012年
- 『い・ろ・は・す「びっくり！おいしい！い・ろ・は・す みかん」篇』

2017年
- 『日本蒸留酒酒造組合「焼酎甲類のうた あなたは何派？」』

2018年
- 『東海漬物「ぷち！浅漬」』
- 『財宝「天然アルカリ温泉水財宝」』
- 『リジョイス』
- 『SEED 乱視』

2019年
- 『三井住友海上あいおい生命「不安な親」篇』
- 『日本赤十字社「世界を超えて救う」』
- 『ハッピーセット「リラックマ」』
- 『イオンモール「春ストーリ、しよう。」』

### WEB CM
2014年
- 働く女性のための生活実用誌『CHANTO』母親役

2017年
- 『ガーナ「かけガーナやってみた！」篇』母親役
- 『セキュアル』母親役

2018年
- 『シエロムースカラー「働く主婦 白取ソメ子編」篠原京子役
- 『シエロムースカラー「働く主婦 カルメン編」』妻役
- 『グリコ smile.Glico「71.8秒のLIFE」』
- 『NTTdocomo「d払い」』アパレル店員役
- 『サンエー「S-REMOS」』妻役

2019年
- 『シエロムースカラー「サッと簡単編」』働く主婦役

### MV
2012年
- LGYankees album『GO! GO! LGYankees!!!「ボクでいいよね ～愛のうた～feat.LGMonkees」』

2016年
- ウカスカジー album『Tシャツと私たち「Celebration」』

2018年
- SCREEN mode 2nd Album『1/1「DISTANT  GOAL」』

### 舞台
- 東京ZOOM II（2011年6月30日 - 7月4日） - 美咲 役
- GO-SUNS★幸野友之 ソロプロジェクト ～第1ソロ～「正太くんの青空」（2011年11月1日 - 11月6日） - 佐藤 役
- SAKURA（2012年3月7日 - 3月12日） - 春 役
- LIFE～未来のあなたの為に～（2012年9月26日 - 9月30日） - 薫 役
- てっぺんから（2013年1月30日 - 2月3日） - まどか 役
- LIFE～空を見よう、星を見よう～（2013年5月15日 - 5月19日） - 薫 役
- 幸野ソロ ～第4ソロ～「さくら ～夢みし者たち～」（2013年7月10日 - 7月15日、ワーサルシアター八幡山劇場） - まおみ 役
- プレイス（2013年8月7日 - 8月12日） - 森川先輩 役
- みみなりももなりの中目黒TV（2013年10月22日 - 10月27日、ウッディシアター中目黒）
- LIFE（2014年5月14日 - 5月19日） - 薫 役
- suki×sukiスナック〜スナックへ飲みに行こう（2014年7月23日 - 7月27日） - 美絵子 役
- 鈴木家の幸福（2014年9月23日 - 9月28日、劇場HOPE） - 桃奈 役
- suki×sukiスナック2〜スナックへ飲みに行こう（2015年2月5日 - 2月9日） - 美絵子 役
- ゴブリン串田のミニシアター「〜カイワゲキタチ〜」（2015年3月28日 - 3月30日）
- Nostalgia Note -completion ver.- vol.2「無魚の渓谷」（2015年4月24日 - 4月26日、新宿シアターブラッツ） - 薫子 役
- ゴブリン串田とスネちゃまのミニシアター「俺なりのコメディ」（2015年6月6日 - 6月8日）
- 六畳一間で愛してる（2015年7月15日 - 7月20日、エアースタジオ） - ヒロイン・沙緒里 役

### モデル
2011年
- マルイ通販カタログ『Voi』夏号美容ページ
- 伝統横浜スカーフ『Marca』HPイメージモデル

2013年
- 『月島･豊洲Walker「特別付録ららぽーと豊洲＆キッザニア東京マニアックガイド」』

2014年
- 『東京Walker「夏を涼しく楽しむ100の方法」』

2015年
- 『東京Walker「秋にしたい50のこと」』
- 『東京Walker「夏休みにしたい50のコト」』

2016年
- 『 東京Walker「GW PLAN 都心でお手軽BBQしたい！」」